# エヴリタイム・ユー・ゴー・アウェイ
「エヴリタイム・ユー・ゴー・アウェイ」(Everytime You Go Away)は、アメリカ合衆国のデュオ、ダリル・ホール&ジョン・オーツが1980年のアルバム『モダン・ヴォイス』で発表した楽曲。1985年にはポール・ヤングによるカヴァーが大ヒットした。

## オリジナル・ヴァージョン
作詞・作曲はダリル・ホールにより、音楽的にはゴスペル/ソウル色が取り入れられた。ダリル・ホール&ジョン・オーツのヴァージョンは、シングル・カットされなかったが、2009年の映画『理想の彼氏』のサウンドトラックで使用されている。また、1985年のライヴ・アルバム『ライヴ・アット・ジ・アポロ』には、元テンプテーションズのデヴィッド・ラフィンとエディ・ケンドリックスをゲストに迎えたライヴ音源が収録された。

## カヴァー

### ポール・ヤングによるカヴァー
イングランドの歌手ポール・ヤングは、1985年のアルバム『シークレット・オヴ・アソシエーション』で本作を取り上げており、アレンジ面ではジョニー・ターンブル（元イアン・デューリー&ザ・ブロックヘッズ）のエレクトリック・シタールやアコースティック・ギター、それにピノ・パラディーノのフレットレスベースの演奏が強調されている。本作のミュージック・ビデオはニック・モリスが監督し、1986年のブリット・アワードにおいて最優秀ブリティッシュ・ビデオ賞を受賞した。
全英シングルチャートでは11週トップ100入りして最高4位を記録し、ヤングにとって6作目の全英トップ10シングルとなった。ノルウェーのシングル・チャートでは11週連続でトップ10入りし、最高2位を記録した。
アメリカの『ビルボード』では、総合シングル・チャートのBillboard Hot 100およびアダルト・コンテンポラリー・チャートの2部門で1位を獲得し、メインストリーム・ロック・チャートでは14位に達した。第28回グラミー賞では、最優秀男性ポップ・ボーカル・パフォーマンス賞にノミネートされた。
なお、ヤングは1986年6月、ロンドンで行われたチャリティ・コンサート「ザ・プリンシズ・トラスト・コンサート1986」において、本作をジョージ・マイケルとデュエットしており、この時の模様は映像作品『プリンス・トラスト1986』に収録されている。

### その他のカヴァー
- ブルー・ルーム - 映画『大災難P.T.A.』（1987年）のサウンドトラックに使用[11]。
- スガシカオ - シングル「クライマックス」（2004年）のカップリング曲として発表[14]。
- クレイ・エイケン - アルバム『ア・サウザンド・ディファレント・ウェイズ』（2006年）に収録[1]。
- ジョージ・ベンソン&アル・ジャロウ - アルバム『ギヴィン・イット・アップ』（2006年）に収録[15]。
- スーザン・ウォン - アルバム『511』（2009年）に収録[16]。